# Jared Allen
Jared Scot Allen (Dallas, Texas, 1982. április 3. –) amerikaifutball-játékos. Karrierje során defensive end pozícióban játszott az NFL-ben. A draft előtt a Idaho State egyetemen játszott. 2004-ben a Kansas City Chiefs draftolta, a 4. kör 126. helyén. A 2007-es szezon után szabad ügynök lett, és a Minnesota Vikings-hoz szerződött, ahol 6 szezon alatt 85,5 sacket ért el. A 2011-es szezonban 22 sacket ért el, mindössze fél sackkel maradt el Michael Strahan 22,5 sackes NFL rekordjától. A 2013-as szezon után ismét szabadügynök lett, és a Chicago Bears csapatához került, ahol nehezen ment az átállás a 3-4-es rendszerre, ezért a 2015-ös szezon közben a Carolina Panthershez igazolt. 2016 februárjában a Panthers tagjaként játszott az 50. Super Bowlon, ahol vereséget szenvedtek a Denver Broncos csapatától. 2016. február 18-án jelentette be visszavonulását twitter oldalán.